# El Paso International Airport

i7
i11
i13
Der El Paso International Airport (IATA-Code: ELP, ICAO-Code: KELP) ist ein Flughafen in El Paso im US-Bundesstaat Texas.

## Lage und Verkehrsanbindung
Der El Paso International Airport liegt sechs Kilometer nordöstlich des Stadtzentrums von El Paso. Südlich des Flughafens verlaufen die Interstate 10, der U.S. Highway 62 und der U.S. Highway 180, nördlich des Flughafens verläuft der Texas State Highway Spur 601. Außerdem verläuft der U.S. Highway 54 einige Kilometer westlich des Flughafens.
Der El Paso International Airport ist durch Busse in den Öffentlichen Personennahverkehr eingebunden. Die Routen 33 und 50 der Sun Metro fahren den Flughafen regelmäßig an.

## Geschichte
Auslöser für den Bau des Flughafens war ein Besuch Charles Lindberghs in El Paso am 24. September 1927. Der El Paso Aero Club begann nach diesem Besuch mit den Planungen für den El Paso Municipal Airport, der am 8. September 1928 eingeweiht wurde. 1929 nahm Standard Airlines, eine Fluggesellschaft, die 1930 in American Airlines aufging, den Flugbetrieb ab El Paso auf. Im gleichen Jahr zog Standard Airlines auf ein Gelände südöstlich des Municipal Airport um, das in der Folge als Standard Airport bezeichnet wurde. 1936 übernahm die Stadt El Paso den Standard Airport und bezeichnete ihn als El Paso Municipal Airport, das bisher genutzte Gelände wurde aufgegeben.
Im Zweiten Weltkrieg wurde der Flughafen durch die United States Army Air Forces und die United States Navy genutzt, blieb jedoch für den zivilen Flugverkehr geöffnet.
1950 entschied der City Council, den Namen des Flughafens in El Paso International Airport zu ändern.

## Fluggesellschaften und Ziele
Im Jahr 2024 nutzten 4 Millionen Passagiere den Flughafen El Paso. Der größte Anbieter ist die Fluggesellschaft Southwest Airlines, deren Marktanteil Ende 2024 bei 51,26 Prozent lag, gefolgt von American Airlines mit 25,35 Prozent, United Airlines mit 11,27 Prozent, Delta Air Lines mit 5,40 Prozent, Frontier Airlines mit 4,93 Prozent, Alaska Airlines mit 1,15 Prozent und Allegiant Air mit 0,58 Prozent.
Es bestehen Linienflugverbindungen zu Zielen innerhalb der Vereinigten Staaten; in erster Linie werden dabei größere Drehkreuze angeflogen.

## Verkehrszahlen
| Jahr | Fluggast-aufkommen | Luftfracht (Tonnen) (ohne Luftpost) | Flugbewegungen (mit Militär) |
| ---- | ------------------ | ----------------------------------- | ---------------------------- |
| 2024 | 4.038.530          | 93.830                              | 97.737                       |
| 2023 | 3.904.110          | 92.007                              | 96.316                       |
| 2022 | 3.667.439          | 89.245                              | 93.739                       |
| 2021 | 2.821.175          | 94.322                              | 88.838                       |
| 2020 | 1.491.148          | 86.367                              | 76.333                       |
| 2019 | 3.517.053          | 83.788                              | 87.095                       |
| 2018 | 3.260.556          | 87.682                              | 86.016                       |
| 2017 | 2.929.362          | 79.044                              | 74.899                       |
| 2016 | 2.807.734          | 77.188                              | 79.148                       |
| 2015 | 2.763.213          | 82.330                              | 83.115                       |
| 2014 | 2.778.248          | 78.444                              | 91.567                       |
| 2013 | 2.764.713          | 80.176                              | 90.922                       |
| 2012 | 2.893.876          | 85.751                              | 95.015                       |
| 2011 | 2.947.636          | 82.941                              | 94.447                       |
| 2010 | 3.065.393          | 82.168                              | 99.901                       |
| 2009 | 3.063.188          | 58.325                              | 98.786                       |
| 2008 | 3.302.764          | 61.530                              | 99.714                       |
| 2007 | 3.402.700          | 74.293                              | 103.990                      |
| 2006 | 3.402.330          | 75.720                              | 101.486                      |
| 2005 | 3.371.446          | 78.216                              | 109.136                      |
| 2004 | 3.204.406          | 74.987                              | 116.568                      |
| 2003 | 2.910.663          | 74.318                              | 112.026                      |
| 2002 | 2.875.716          | 78.692                              | 122.939                      |

### Verkehrsreichste Strecken
| Rang | Stadt                           | Passagiere | Fluggesellschaft                   |
| ---- | ------------------------------- | ---------- | ---------------------------------- |
| 01   | Dallas/Fort Worth, Texas        | 317.650    | American/American Eagle            |
| 02   | Phoenix–Sky Harbor, Arizona     | 218.800    | American/American Eagle, Southwest |
| 03   | Dallas–Love, Texas              | 155.090    | Southwest                          |
| 04   | Los Angeles, Kalifornien        | 128.730    | American Eagle, Southwest          |
| 05   | Denver, Colorado                | 124.810    | Southwest/United Express           |
| 06   | Atlanta, Georgia                | 120.820    | Delta                              |
| 07   | Houston–Hobby, Texas            | 120.150    | Southwest                          |
| 08   | Houston–Intercontinental, Texas | 107.310    | United Airlines/United Express     |
| 09   | Las Vegas, Nevada               | 97.670     | Allegiant, Southwest               |
| 10   | Austin, Texas                   | 83.000     | Southwest                          |

## Zwischenfälle
- Am 31. August 1957 wurde eine Douglas C-124C Globemaster II der United States Air Force (USAF) (Luftfahrzeugkennzeichen 52-1021) im Anflug auf den Flughafen El Paso 4 Kilometer nordöstlich davon bei ungünstigem Wetter in den Boden geflogen. Durch diesen CFIT (Controlled flight into terrain) wurden von den 15 Insassen 5 getötet.[13]

## Trivia
- Die NASA nutzte den Flughafen El Paso früher für die Ausbildung von Astronauten für die Space Shuttles, heute wird er von der NASA noch für die Wartung der Northrop T-38 und als Basis für die letzte im Einsatz befindliche Super Guppy Turbine genutzt.[1]